# UAZ-469
O UAZ-469 é um veículo utilitário militar leve fora de estrada fabricado pela UAZ. Foi usado pelas forças armadas da União Soviética e outras forças armadas do Pacto de Varsóvia, bem como por unidades paramilitares nos países do Bloco Oriental. Na União Soviética, também viu um serviço generalizado em organizações estatais que necessitavam de um veículo fora de estrada robusto e durável. As versões militares padrão incluíam assentos para sete pessoas.

## História
Desenvolvido a partir do GAZ-69, UAZ-471 e UAZ-460, o UAZ-469 foi lançado em 1971 para substituir o GAZ-69. Ele é movido pelo mesmo motor UMZ-452MI de quatro cilindros em linha de 75 cv e 2.445 cc do UAZ-452 e é capaz de funcionar com gasolina com uma octanagem tão baixa quanto 72 (embora 76 fosse a preferida). O UAZ-469 apresentava duas grandes vantagens: era capaz de circular em praticamente qualquer terreno e era muito fácil de reparar. O veículo originalmente não estava disponível para compra pelo público, mas muitos foram vendidos como excedentes a proprietários privados.

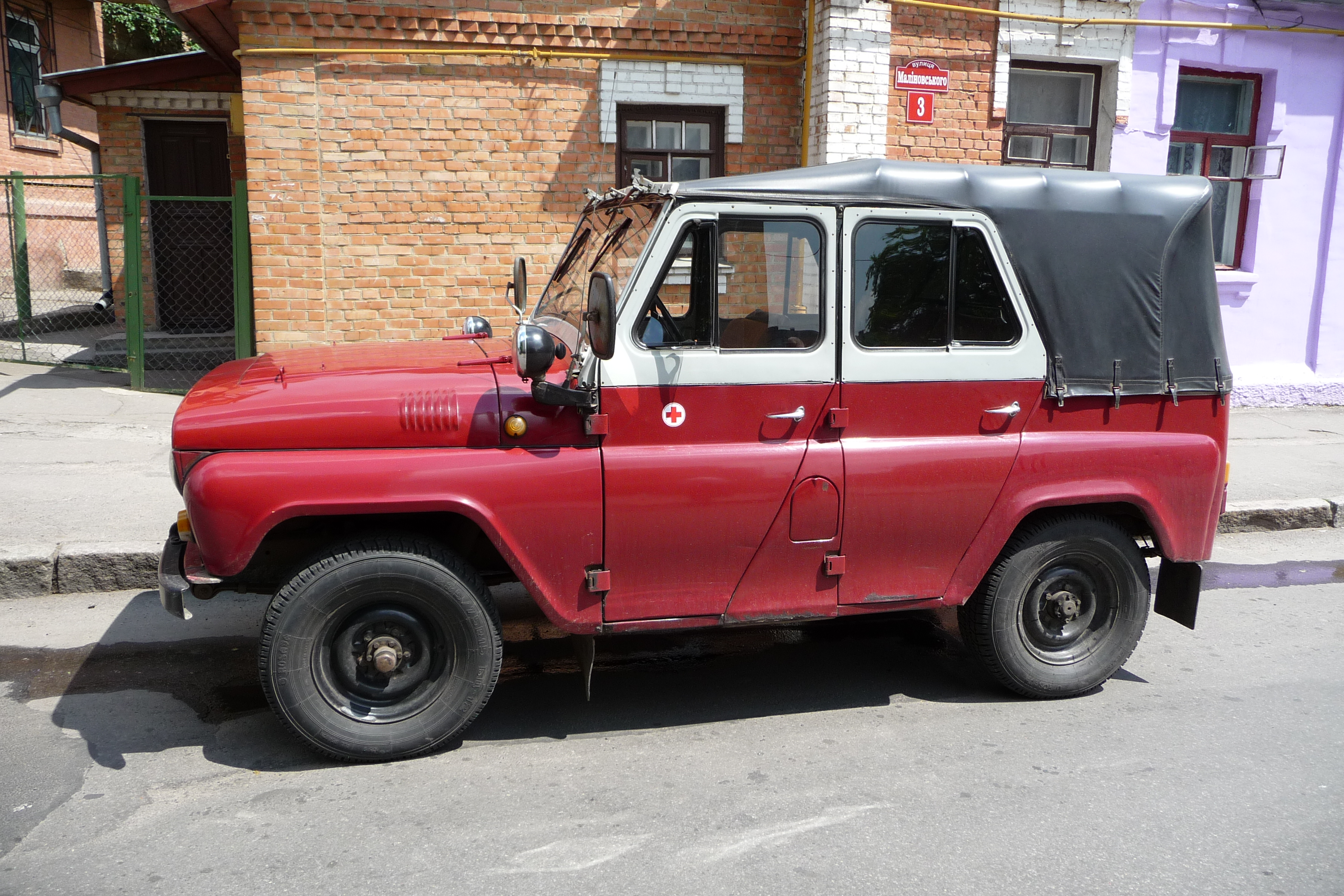
Variante médica UAZ-469, usada na Ucrânia

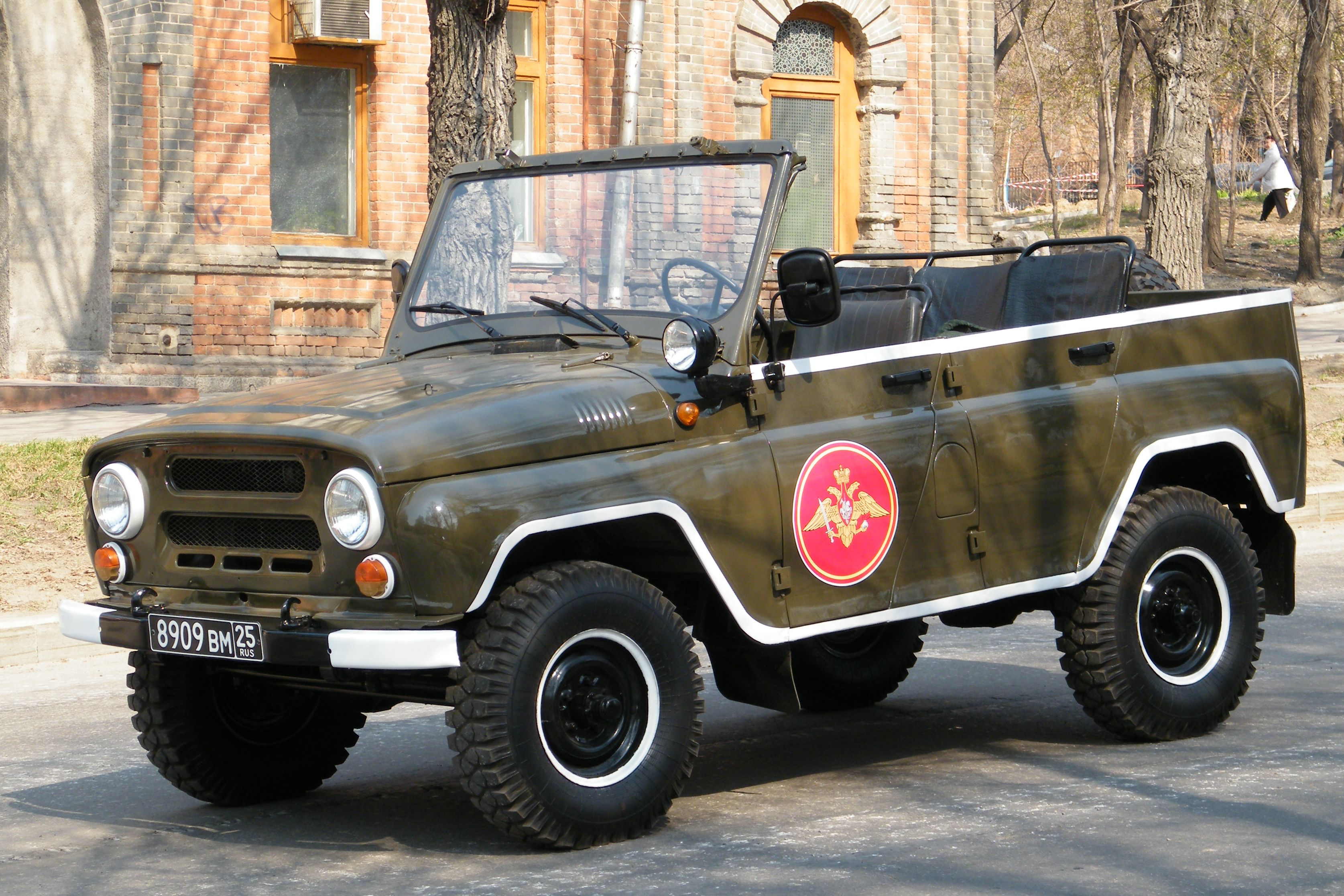
Um UAZ-3151 usado em um desfile militar na Rússia

As modificações incluem um UAZ-469B básico com distância ao solo de 220 mm e um UAZ-469 militar especializado, com distância ao solo aumentada para 300 mm. Após uma ligeira modernização em 1985, devido aos novos padrões de designação da indústria, eles foram renomeados: o UAZ-469 passou a ser UAZ-3151, enquanto o UAZ-469B passou a ser UAZ-31512. A fabricação do UAZ-31512 para o Exército Russo continuou até 2011,, enquanto a fabricação para o mercado civil foi descontinuada devido a novos padrões de emissão. No entanto, o UAZ Hunter fabricado atualmente é uma versão atualizada do antigo UAZ-469B. O Hunter foi originalmente vendido na Alemanha e em alguns países asiáticos como "UAZ Tigr" (Tigre), até que a General Motors reclamou que o nome era muito semelhante ao Opel Tigra e, na Alemanha, foi renomeado como "Baijah Taigah".
O UAZ-469 foi exportado para oitenta países, e foram produzidos entre 1,65 a 2 milhões de unidades do veículo e suas variantes.

## Versões principais
UAZ-469B – uma versão "civil" do UAZ-469. Nesta versão, a distância ao solo é de 220 mm e os eixos motores utilizam engrenagem principal de estágio único sem transmissão final. O UAZ-469B estava disponível com sistema de ignição eletrônica com ou sem contato (em modelos posteriores). Seus eixos de tomada de força são ligeiramente mais longos que os eixos do veículo UAZ-469. A cabine é aberta e vem com teto de lona removível; um teto rígido feito de metal ou fibra de vidro pode ser adquirido como acessório. O motor de 2,4 litros está associado a uma transmissão de quatro velocidades.
No México, foi lançado um pacote especial chamado Vallarta Kit, em homenagem ao balneário de Puerto Vallarta, com guincho, conjunto de direção e reforço de caixa de câmbio, snorkel, kit de suspensão e faróis de LED, entre outros extras.
Estava disponível uma versão de viatura policial, baseada no UAZ-31512-UMM com carroceria metálica isolada de cinco portas e equipamento especial opcional. O UAZ-469B formou a base do veículo anfíbio TREKOL-39041.

## Especificações
A versão original usa motor 2,45 litros de quatro cilindros. De 2010 a 2013 teve um motor 2,7 L que produzia 112 cv.

### Motor
2.450 cc a gasolina, 4 cilindros em linha, refrigerado a água, 75 cv a 4.000 rpm, 166,7 N⋅m a 2.200 rpm

### Combustível
Sistema de carburador, utiliza gasolina de 76 octanas, a capacidade do tanque é de 78 litros

### Transmissão
Caixa de câmbio manual de 4 velocidades, caixa de transferência de 2 velocidades, tração nas 4 rodas

### Eixo dianteiro
Eixo dinâmico com molas helicoidais, freios a tambor

### Eixo traseiro
Eixo dinâmico com molas de lâmina, freios a tambor

### Dimensões e pesos
- Peso vazio com combustível: 1.650 kg
- Peso bruto máximo: 2.450 kg
- Dimensões externas: (comprimento/largura/altura): 4.025 mm × 1.785 mm × 2.050 mm
- Distância entre eixos: 2.380 mm
- Piso dianteiro/traseiro: 1.453 mm /1.453 mm
- Distância ao solo: 220 mm
- Tamanho do pneu: 215 SR 15
- Tamanho da roda: 6L×15

## Outras variantes
- UAZ-469BI – versão do 469B com equipamento elétrico blindado (por exemplo, rádio VHF transceptor de micro-ondas P-403M)
- UAZ-469BG – versão médica, equipada com vagas para enfermeiros e maca; após a modernização em 1985, recebeu a designação UAZ-3152
  - UAZ-469 WZMot-4 – Versão polonesa de ambulância com compartimento esticado para pacientes, atualizada do UAZ-469BG[15]
- UAZ-469RH – versão modificada para resistência nuclear, biológica e química (NBC)
- UAZ-39294 - variante com pneus de baixa pressão

## Conceitos e protótipos
- UAZ-3907 Ягуар (Jaguar) - veículo anfíbio baseado no UAZ-469 com duas hélices montadas no eixo traseiro
- UAZ-Martorelli – Versão do UAZ-469B que foi exportado para a Itália, onde foi significativamente modificado. Essas versões incluíam:
  - com motor russo UMP-451M a gasolina (2.445 cc, 75 cv), denominado "UAZ-Explorer"
  - com motor Peugeot XD2 diesel (2.498 cc, 76 cv) – UAZ-Marathon
  - com motor Vittorio Martorelli VM Motori turbodiesel (2.400 cc, 100 cv) - UAZ-Dakar
  - com motor Fiat a gasolina (1.995 cc, 112 cv) – UAZ-Racing[16]
- UAZ-3105 (ou UAZ-3150)[17][18] Cport (Sport) - uma versão de distância entre eixos curta (2.000 mm) com teto e portas removíveis[19]
- UAZ-3171/3172 - variante com carroceria remodelada e faróis retangulares

## Operadores

Um UAZ-3151 em desfile em Minsk, julho de 2017.

- Rússia
- Afeganistão
- Argentina
- Argélia
- Angola
- Armênia
- Azerbaijão
- Bielorrússia
- Bulgária
- China
- Croácia
- Cuba
- Colômbia
- Equador
- Etiópia
- Finlândia
- Geórgia
- Alemanha
- Gana[20]
- Hungria
- Índia
- Iraque[21]
- Cazaquistão
- Quirguistão
- Laos[22]
- Líbano
- Líbia
- Marrocos
- México
- Malásia
- Macedônia do Norte
- Moldávia
- Mongólia
- Myanmar
- Nicarágua
- Polónia
- Filipinas
- Coreia do Norte
- Sérvia
- Eslováquia
- África do Sul
- Síria[23]
- Tajiquistão
- Transnístria
- Turquemenistão
- Ucrânia
- Uruguai[24]
- Uzbequistão
- Vietname
- Venezuela
- Iêmen[25]

### Former users
- Chéquia[26]
- Tchecoslováquia
- Alemanha Oriental
- Egito
- Grécia: Usado brevemente durante os anos 1990. Adquirido da Alemanha.
- Irão: Comprado nos anos 1970 e retirado nos anos 1990.
- Israel: Exemplos sírios capturados foram usados. Retirado no serviço da Forças de Defesa de Israel.
- União Soviética: Passado para estados sucessores.
- Iugoslávia: Uso continuado em alguns estados sucessores.

## Histórico de serviço
- Guerra do Yom Kippur
- Guerra do Afeganistão (1979–1989)
- Guerra Irã-Iraque
- Invasão de Granada
- Guerra do Golfo
- Guerra da Transnístria
- Guerra do Alto Carabaque (1988–1994)
- Primeira Guerra da Chechênia
- Segunda Guerra na Chechênia
- Guerra do Afeganistão (2001–2021)
- Guerra do Iraque
- Guerra Russo-Ucraniana
  - Guerra em Donbas (2014–2022)
  - Invasão da Ucrânia pela Rússia (2022–presente)
- Segunda Guerra do Alto Carabaque

## Galeria

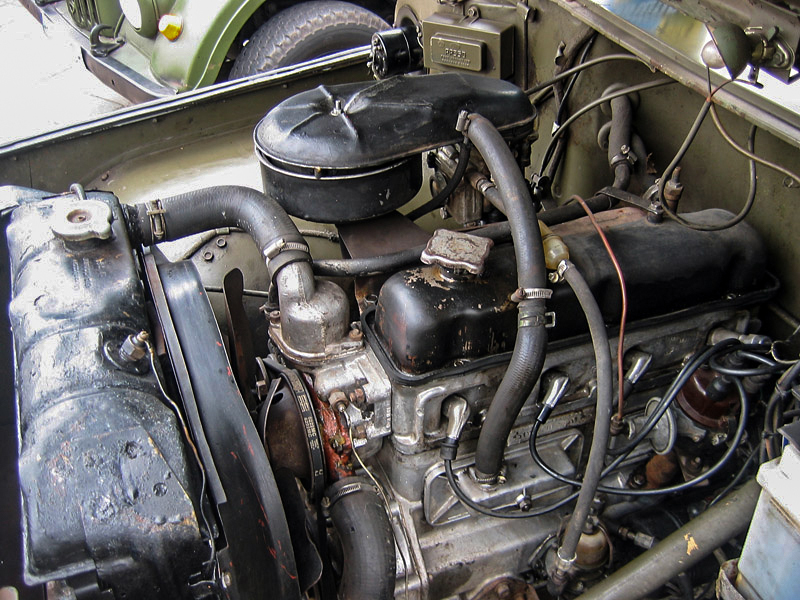
Motor UMP-4178 do UAZ-469
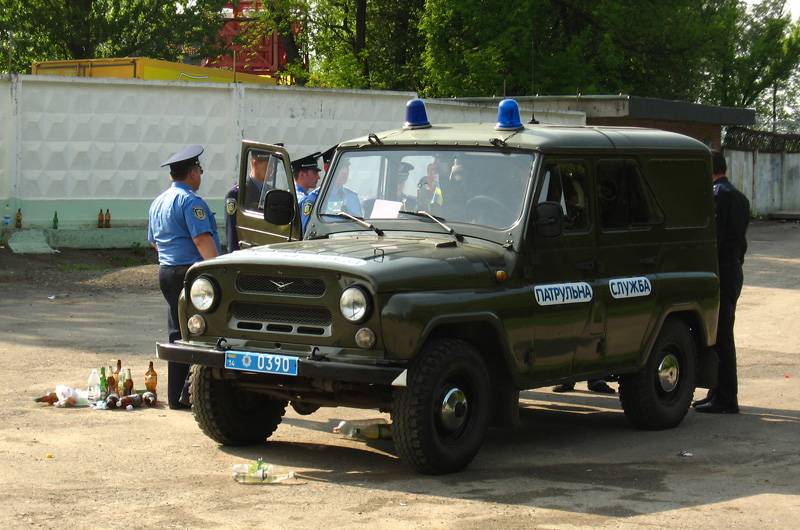
UAZ-3151 UMM da polícia ucraniana
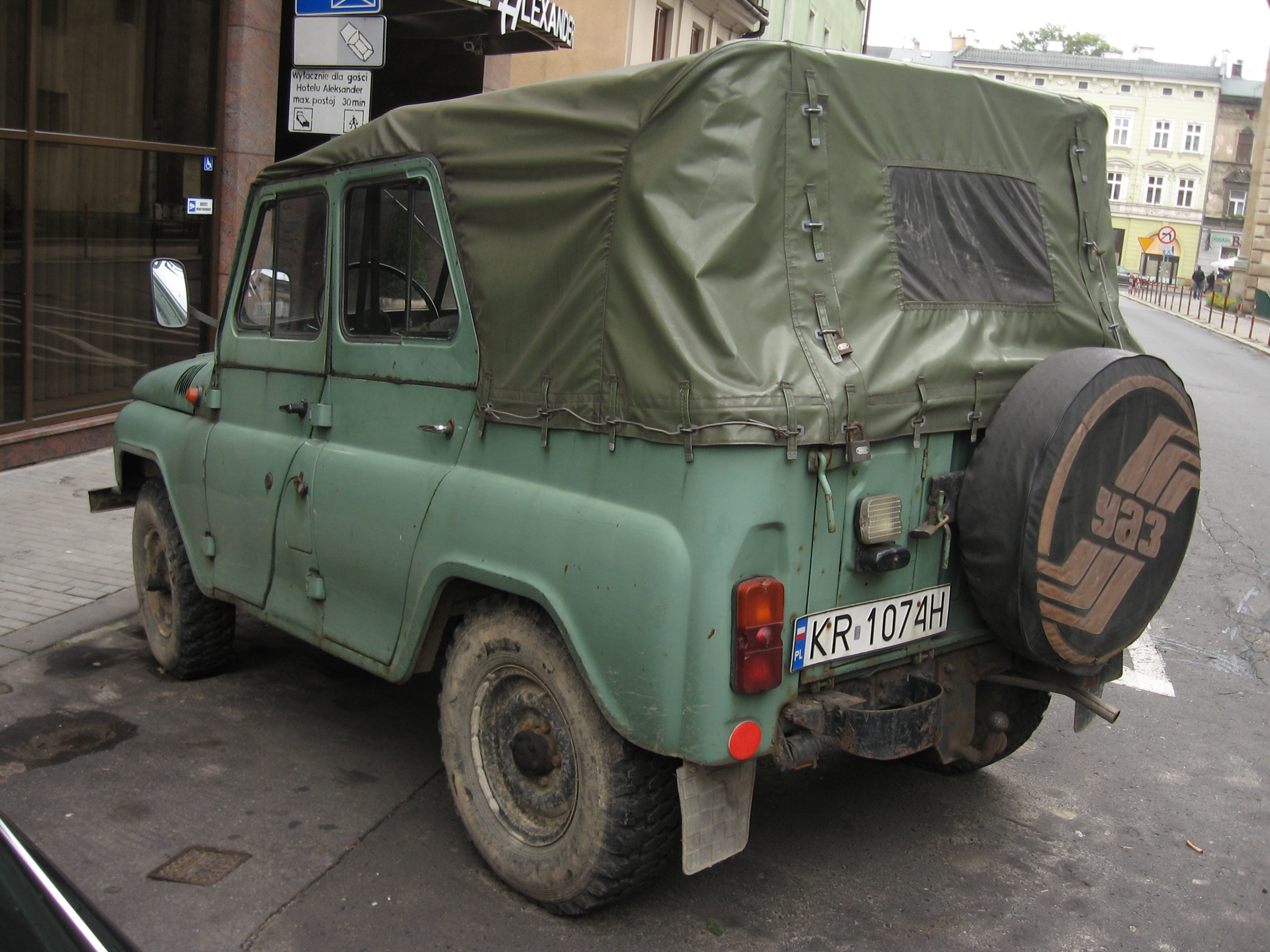
UAZ-469 na rua Garbarska em Cracóvia
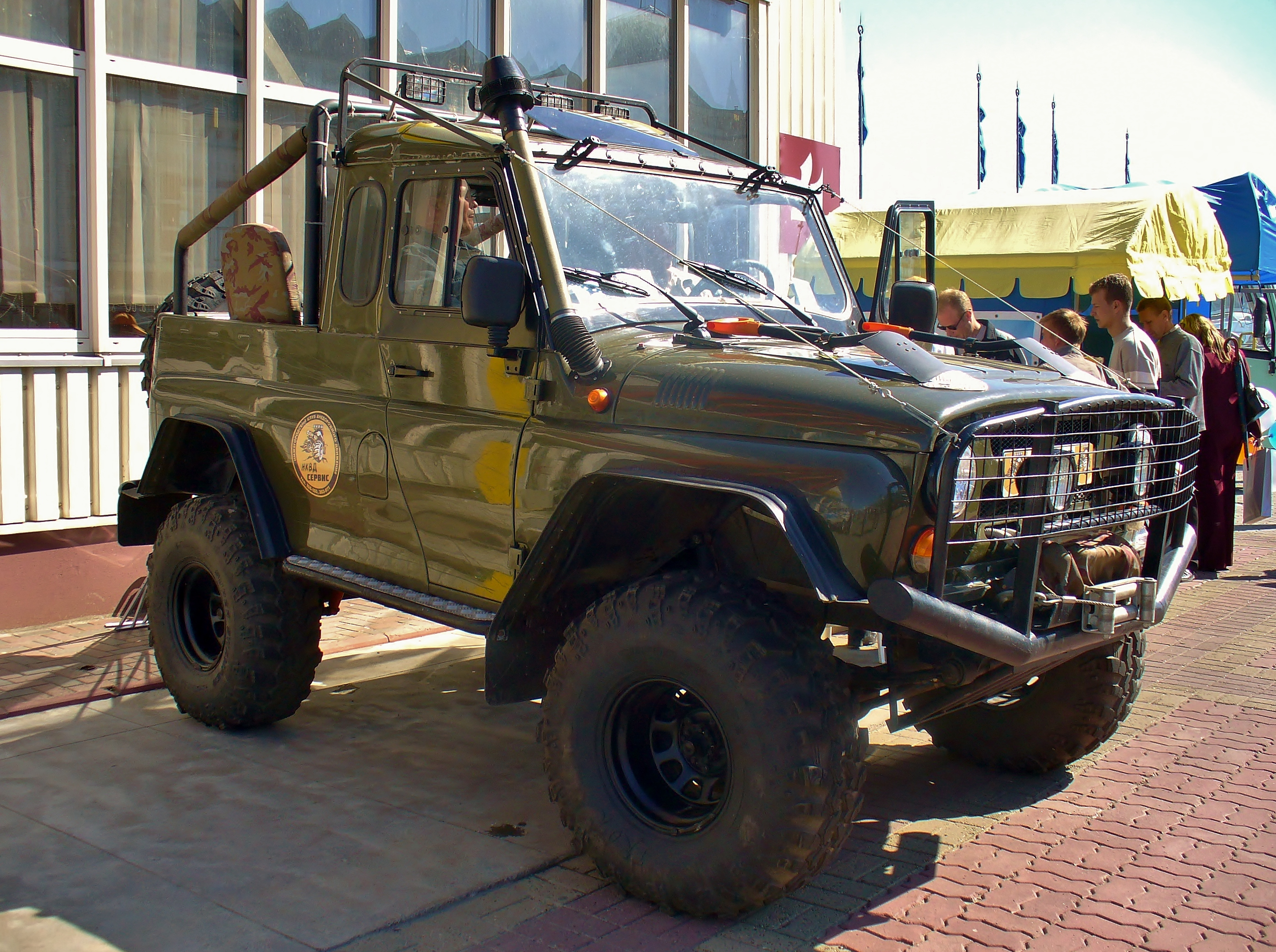
UAZ-3150 também conhecido como UAZ Sport
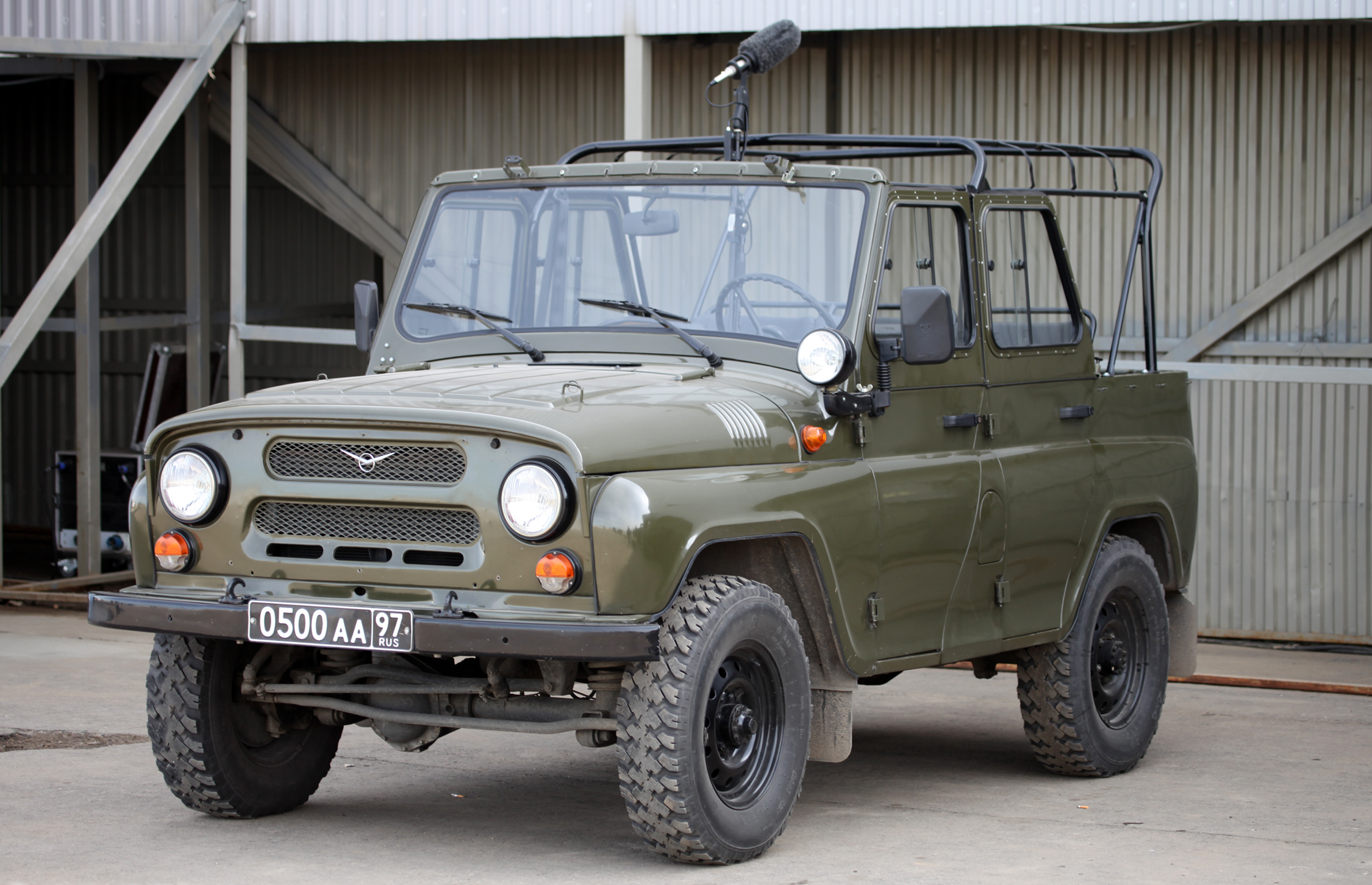
UAZ-469 com capota aberta
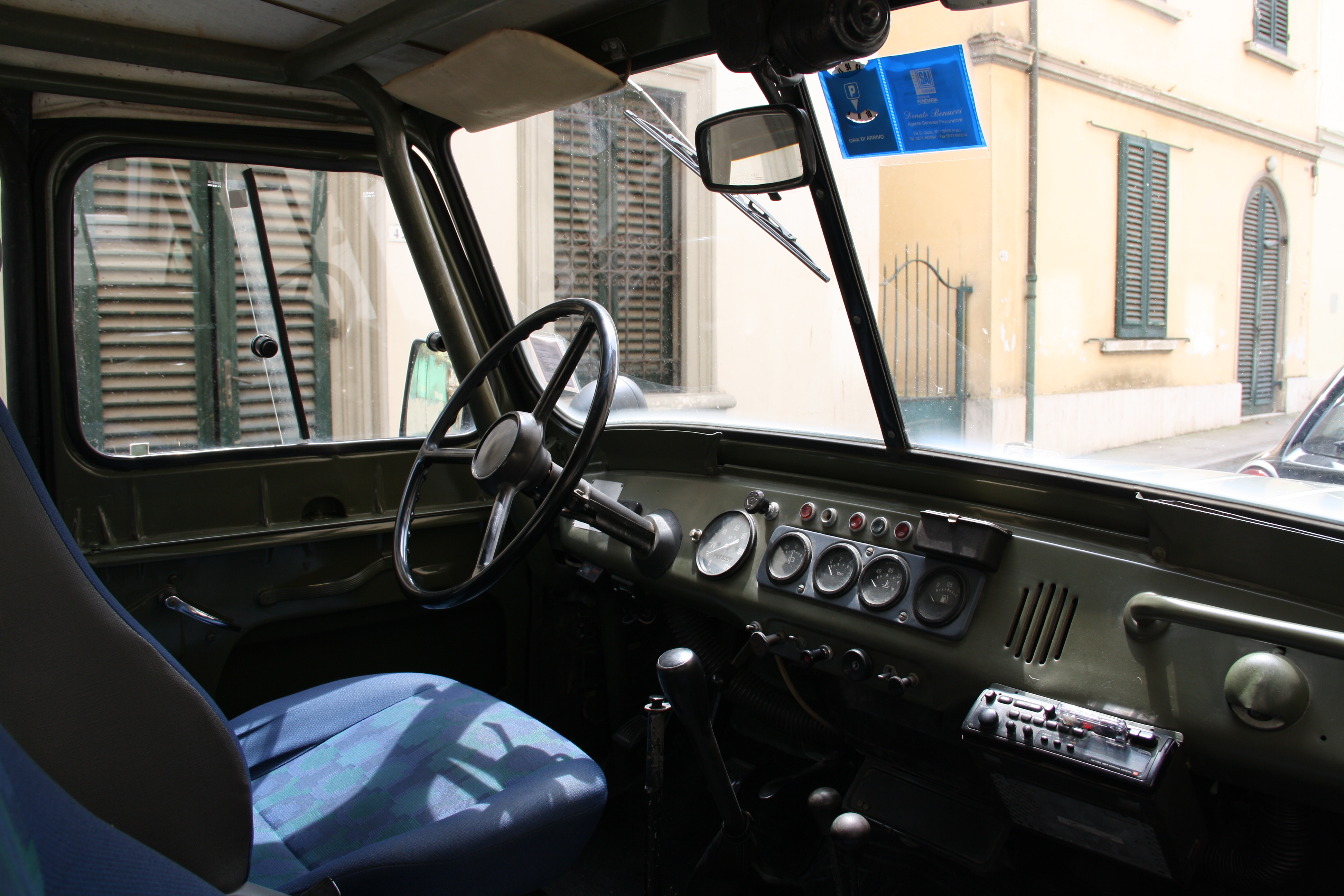
Interior do UAZ-469
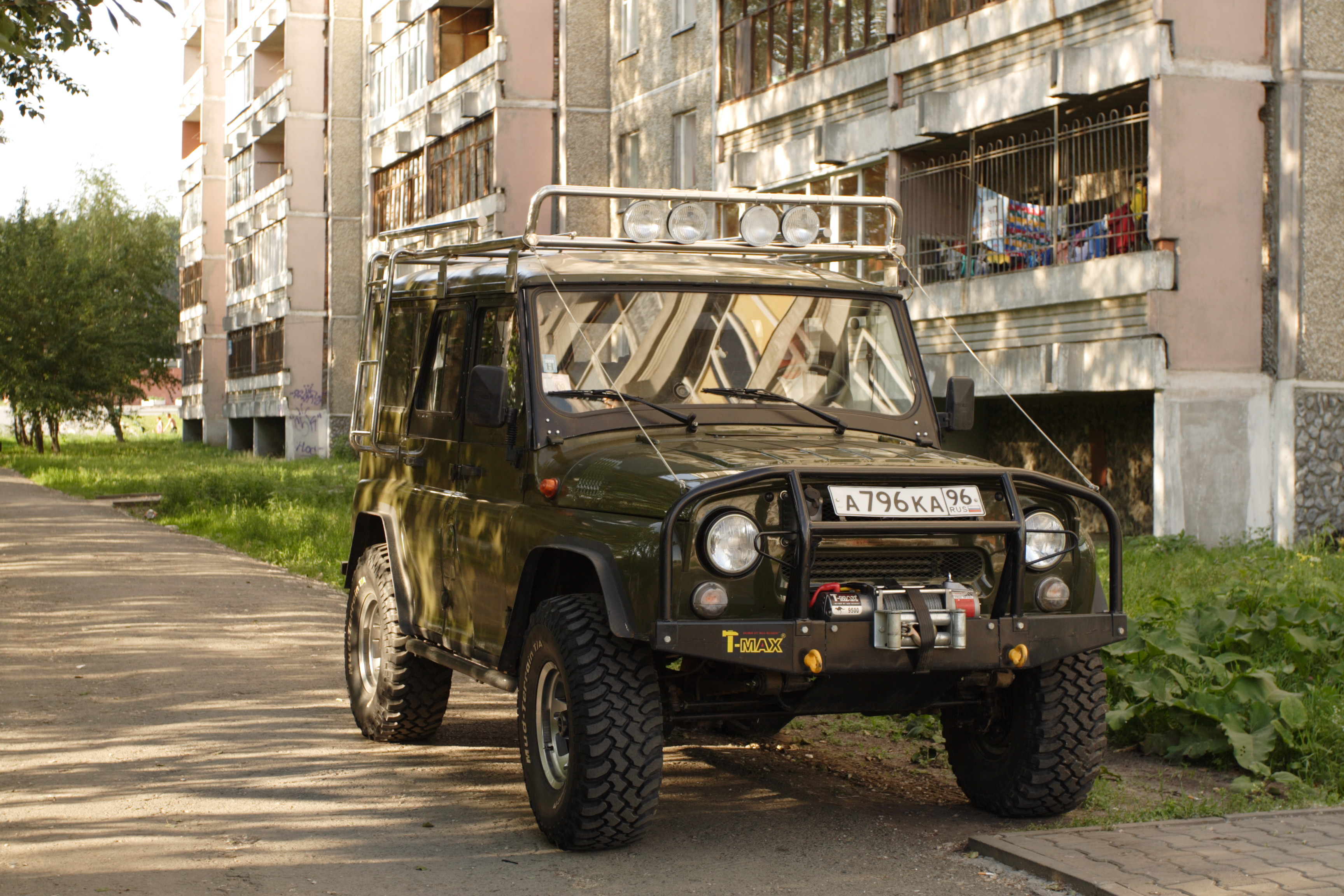
UAZ Hunter com equipamento